# Mendocino (Californie)
Pour les articles homonymes, voir Mendocino.
La ville de Mendocino est située dans le comté de Mendocino, à 270 kilomètres au nord de San Francisco.

## Histoire
Mendocino a été construite au XIXe siècle dans le style de la Nouvelle-Angleterre. Elle a d'abord été une bourgade où se retrouvaient les bûcherons. Puis, la ville a attiré les riches habitants de San Francisco qui ont acheté des résidences secondaires. Finalement, beaucoup s'y sont installés. Grâce aux réseaux informatiques, ils sont devenus télétravailleurs, créant des programmes et faisant de Mendocino la championne américaine de la matière grise.
Son centre historique est inscrit au Registre national des lieux historiques depuis le 14 juillet 1971 sous la forme d'un district historique appelé district historique de Mendocino and Headlands.
Ce village est notamment connu pour avoir été le décor de Cabot Cove, le village de Jessica Fletcher (Angela Lansbury), dans la série Arabesque.

## Démographie
| 2000 | 2010 | - | - | - | - |
| ---- | ---- | - | - | - | - |
| 824  | 894  | - | - | - | - |

## Source
- (en) Cet article est partiellement ou en totalité issu de l’article de Wikipédia en anglais intitulé « Mendocino, California » (voir la liste des auteurs).